# Yêu lầm một đời
Yêu lầm một đời (tiếng Trung: 错爱一生, Thác Ái Nhất Sinh) là bộ phim truyền hình tâm lý tình cảm của Trung Quốc về đề tài đạo đức gia đình, tâm lý tình yêu do đài Đài Truyền hình Trung ương Trung Quốc (CCTV) sản xuất tháng 5 năm 2004 và phát sóng trên kênh trung ương ngày 3 tháng 6 năm 2005, kể từ đó đến năm 2010, phim đã được chiếu lại 15 lần. 
Nội dung phim kể về cuộc đời của hai cô bé bị tráo đổi thân phận với hai tính cách trái ngược do Hàn Tuyết và Ôn Tranh Vanh đóng vai chính, cùng sự tham gia của các diễn viên nhí Quách Hiểu Đình, Trần Việt, Phong Giai Kỳ. Ngày 27 tháng 11 năm 2005, phần 2 của phim được khởi quay.

## Nội dung
Vào cuối cuộc Cách mạng Văn hóa ở Trung Quốc, Cố Gia Tuệ, một nữ thanh niên trí thức, chưa kết hôn mà có thai, sinh một cô con gái cùng ngày với Phượng Cô, một phụ nữ nông dân, rồi qua đời sau khi sinh. Phượng Cô được Gia Tuệ nhờ cậy nên đã tìm đến Thượng Hải và gặp được mẹ của Gia Tuệ.

## Hiệu ứng
Sau khi đài truyền hình Trung ương Trung Quốc phát sóng đã tạo hiệu ứng gây sốt, bộ phim này khám phá những cảm xúc giữa con người, sự va chạm của ý thức hệ và đạo đức đặc biệt thu hút khán giả nữ trung niên và cao tuổi, số phận của hai cô gái bị đặt nhầm chỗ khiến khán giả không ngừng bàn luận.
Một số khán giả cho rằng nội dung phim quá nhiều tình tiết mưu mô, một nhóm người hợp lực giả dối, nhân vật khoa trương phóng đại, tính cách đơn giản không có gì đặc biệt. Tuy nhiên bộ phim vẫn thu hút được tỷ suất khán giả cao nhất kênh CCTV8 nửa đầu năm 2005, kể từ khi được chiếu trên kênh CCTV8 của CCTV vào tháng 6, tỷ suất bạn xem đài lần đầu đạt tới 6.66%, tỉ suất đạt tới 18.09%, lập kỷ lục cho lần phát sóng đầu tiên trong tất cả 8 bộ phim truyền hình vàng của CCTV. Cho đến năm 2007, bộ phim này đã lập kỷ lục 10 phát lại trên CCTV. Đến năm 2010, số lần phát lại đạt 15 lần, điều này cho thấy mức độ nổi tiếng của phim. Vai chính trong phim do diễn viên Hàn Tuyết thể hiện, cũng rất nổi tiếng và giành giải Nữ diễn viên có sức hút nhất tại lễ trao giải Nam phương thịnh điển.
Sau khi chương trình thành công, một số khán giả nghĩ rằng cốt truyện tương tự như bộ phim truyền hình Thái Lan "Dòng máu phượng hoàng", và biên kịch bị nghi ngờ đạo tình tiết. Tuy nhiên, phía đoàn phim và các khán giả khác tin rằng các tác phẩm điện ảnh và phim truyền hình có nguồn gốc từ những câu chuyện trong đời sống, biến đổi và tự nhiên sẽ có sự "cộng hưởng", và tinh thần của hai bộ phim truyền hình là khác nhau.

## Diễn viên
- Hàn Tuyết vai Trần Tưởng Nam/Cố Gia Tuệ
- Ôn Tranh Vanh vai Cố Ức La
- Giả Nhất Bình vai Mã Bôn
- Đào Trạch Như vai Trần Kim Bằng
- Trịnh Chấn Dao (郑振瑶) vai bà ngoại Khâu Uyển Mặc
- Triệu Hữu Lượng vai nhà thơ La Nhĩ
- Hạ Cửu Tân vai Tô Tô
- Tát Bạch Na vai cô Phượng
- Tôn Tư Hãn vai Cố Gia Hào
- Lý Lập vai Đồ Tiểu Chấn
- Diệp Manh vai bà Lưu
- Trần Việt (陈越) vai Trần Tưởng Nam lúc nhỏ
- Quách Hiểu Đình vai Cố Ức La lúc nhỏ
- Phong Giai Kỳ (封佳奇) vai Mã Bôn lúc nhỏ
- Ngưu Bôn vai Đức Vượng